# Sonate K. 126
La sonate K. 126 (F.402/L.85) en ut mineur est une œuvre pour clavier du compositeur italien Domenico Scarlatti.

## Présentation
La sonate K. 126 en ut mineur est sans indication de mouvement. Scarlatti sépare les séquences mélodiques par une série d'arpèges et une montée chromatique à la main droite, le tout « soutenu par des accords obstinés » (jusqu'à cinq sons dans la seconde section). Dans le catalogue Pestelli, le no 128 ne forme qu'une entrée avec la K. 426 qui la suit.
Fin de la sonate :

## Manuscrits et édition
Le manuscrit principal est le numéro 29 du volume XV (Ms. 9771) de Venise (1749), copié pour Maria Barbara ; les autres sont Parme II 26 (Ms. A. G. 31407) copié en 1752, Münster II 17 (Sant Hs 3966) et à Vienne Q 15117. Une copie figure comme numéro 9 dans le manuscrit de Madrid (E-Mc, ms. 3-1408). Une autre est à Saragosse (E-Zac), source 2, ms. B-2 Ms. 31, fos 19v-21r, no 10 (1751–1752). La sonate est publiée dès 1753 à Nuremberg par Johann Ulrich Haffner avec cinq autres sonates (K. 125, 126, 127, 131, 182 et 179).

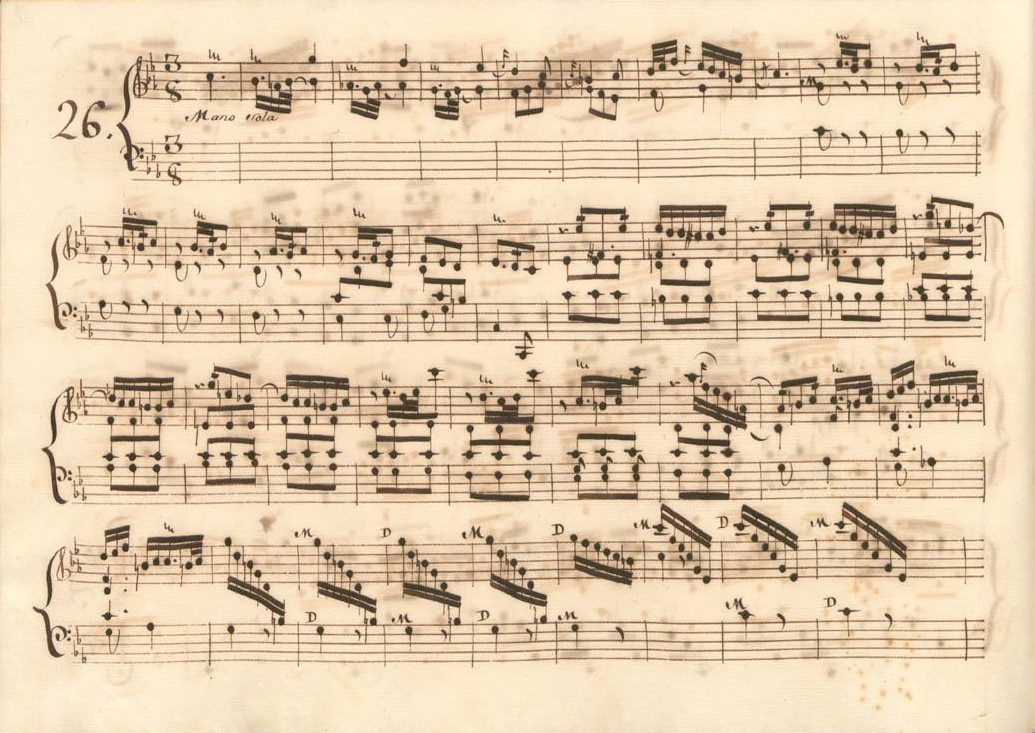
Parme II 26.
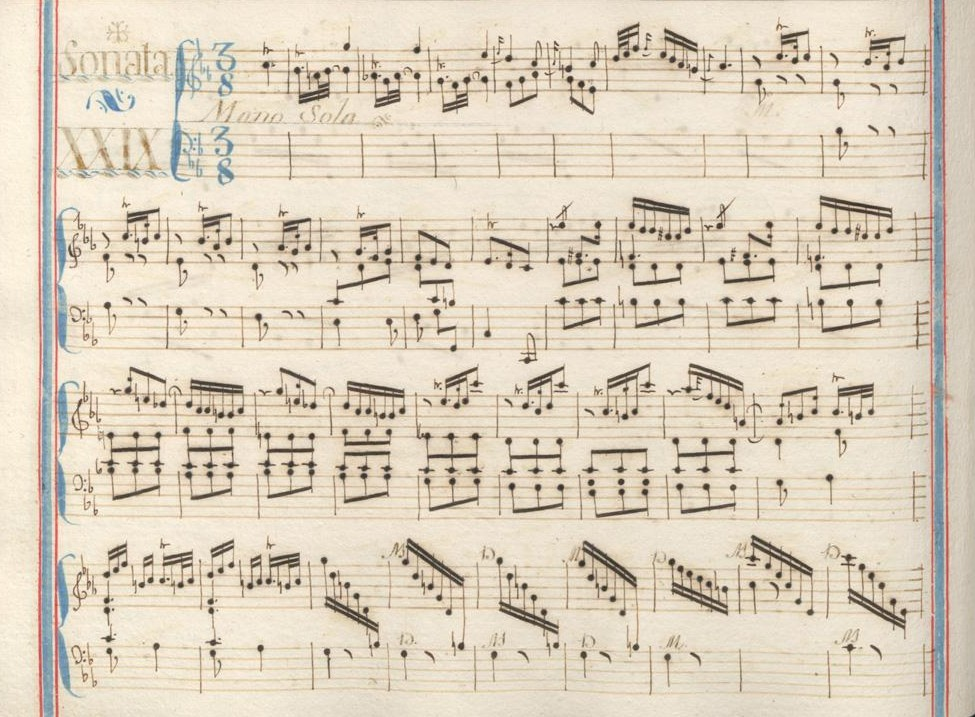
Venise XV 29.
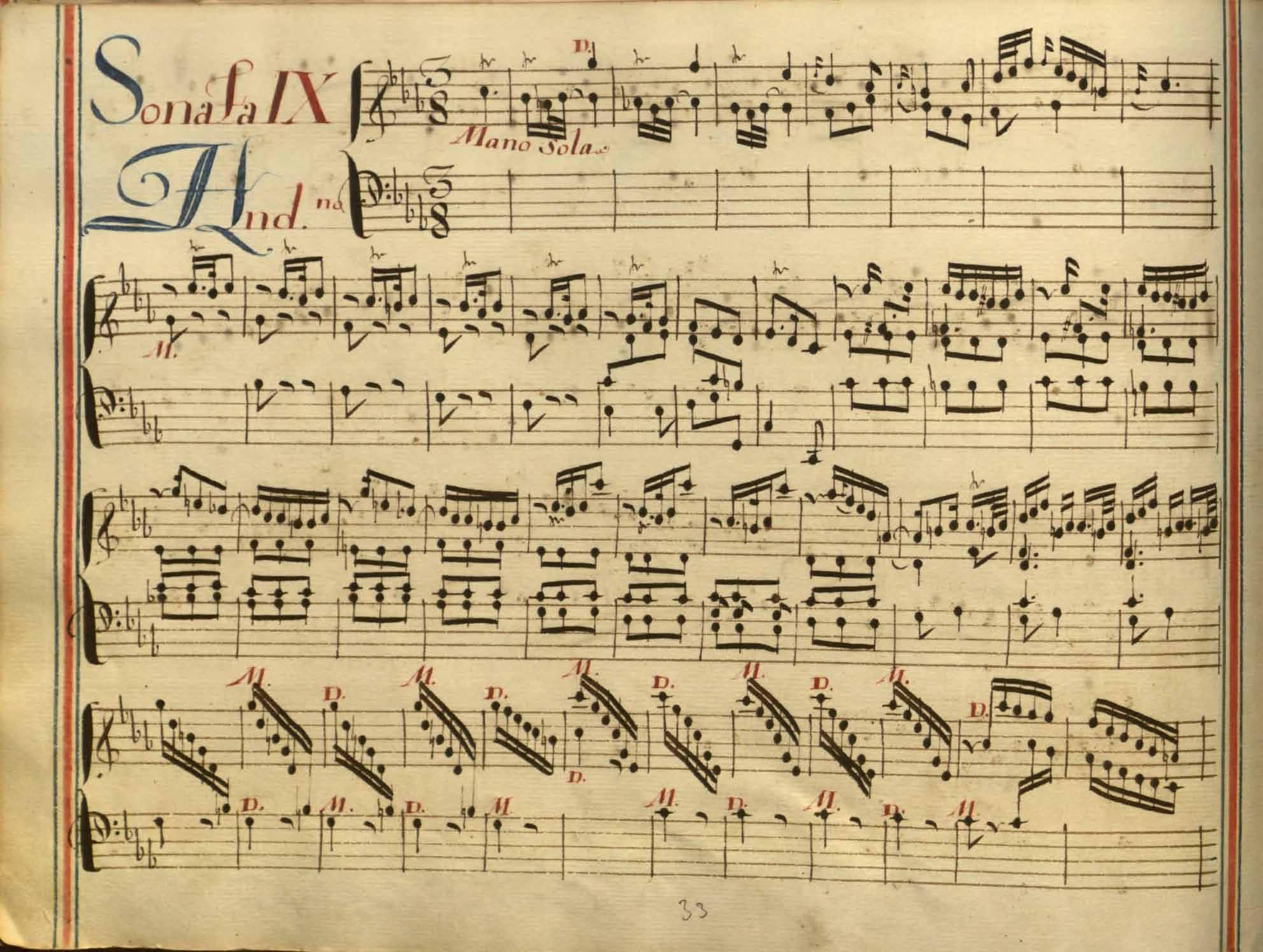
Manuscrit de Madrid.

## Interprètes
Au piano, les interprètes de la sonate K. 126 sont Ilze Graubiņa (1980), Hae Won Chang (1984, Naxos, vol. 1), Jenő Jandó (1999, Naxos), Christian Zacharias (2002, MDG), Michelangelo Carbonara (2009, Brilliant Classics), Carlo Grante (2009, Music & Arts, vol. 1), Frédéric d'Oria-Nicolas (2019, Fondamenta) et Andrea Molteni (2021, Piano Classics).
Au clavecin  elle est défendue par Luciano Sgrizzi (1974, Erato), Scott Ross (1985, Erato), Enrico Baiano (1999, Symphonia), Pieter-Jan Belder (2000, Brilliant Classics, vol. 5), Richard Lester (2005, Nimbus, vol. 6) et Frédérick Haas (2016, Hitasura Productions).
L’accordéoniste finlandais Janne Rättyä l'a enregistrée pour le label Ondine.

## Sources
: document utilisé comme source pour la rédaction de cet article.
- Ralph Kirkpatrick (trad. de l'anglais par Dennis Collins), Domenico Scarlatti, Paris, Lattès, coll. « Musique et Musiciens », 1982 (1re éd. 1953 (en)), 493 p. (OCLC 954954205, BNF 34689181), p. 194.
- Alain de Chambure/Scott Ross, « Domenico Scarlatti : Intégrale des sonates — Scott Ross », p. 186, Erato (2564-62092-2), 1985 (OCLC 891183737) .
- (es) Laura Cuervo Calvo, « El manuscrito Ayerbe : una fuente española de las sonatas de Domenico Scarlatti de mediados del siglo XVIII », Ad Parnassum, Ut Orpheus Edizioni, vol. 13, no 25,‎ avril 2015, p. 1–26 (ISSN 1722-3954, OCLC 1006521868, lire en ligne).
- (es) Celestino Yáñez Navarro (thèse), Nuevas aportaciones para el estudio de las sonatas de Domenico Scarlatti. Los manuscritos del Archivo de Música de las Catedrales de Zaragoza, Université autonome de Barcelone, 2016 (lire en ligne)